# Erbajolo
Erbajolo (in corso Erbaghjolu) è un comune francese di 108 abitanti situato nel dipartimento dell'Alta Corsica nella regione della Corsica.

## Società

### Evoluzione demografica
Abitanti censiti